# Arthrura andriashevi
Arthrura andriashevi is een naaldkreeftjessoort uit de familie van de Tanaellidae. De wetenschappelijke naam van de soort is voor het eerst geldig gepubliceerd in 1966 door Kudinova-Pasternak.